# Kurt Lüdtke

Kurt Lüdtke

Kurt August Friedrich Wilhelm Lüdtke (* 18. September 1898 in Naugard; † 6. März 1991 in Großenaspe, Schleswig-Holstein) war ein deutscher Politiker (NSDAP).

## Leben und Wirken
Lüdtke wurde als Sohn eines selbständigen Landwirtes geboren. Er besuchte die Volksschule, später das Progymnasium und die Oberschule in Naugard. Danach absolvierte er eine landwirtschaftliche Lehre im Betrieb seiner Eltern. Ergänzend wurde er an der Bauernhochschule in Hellerau ausgebildet. Von 1916 bis 1918 nahm Lüdtke am Ersten Weltkrieg teil, in dem er an der Westfront kämpfte und mit dem Eisernen Kreuz II. Klasse ausgezeichnet wurde. Später erhielt er das Ehrenkreuz für Frontkämpfer.
Zum 1. Oktober 1928 trat Lüdtke der NSDAP bei (Mitgliedsnummer 99.704) und schloss sich auch der SS an (SS-Nummer 14.531). Im Juli 1931 wurde er Kreisleiter der NSDAP in Naugard und im Oktober 1931 Mitglied der Landwirtschaftskammer in Pommern. Bei der Reichstagswahl im Juli 1932 wurde Lüdtke als Kandidat der NSDAP für den Wahlkreis 6 (Pommern) in den Reichstag gewählt, dem er in der Folge ohne Unterbrechung bis zum Mai 1945 angehörte. Das wichtigste parlamentarische Ereignis, an dem Lüdtke während seiner Abgeordnetenzeit teilnahm, war die Verabschiedung des Ermächtigungsgesetzes im März 1933, das unter anderem auch mit Lüdtkes Stimme beschlossen wurde.
Nach 1933 war Lüdtke Landesobmann der Landesbauernschaft Pommern. 1944 wurde er Gaustabsamtsleiter bei der Gauleitung der NSDAP in Stettin.
Lüdtke war ab dem 15. Juni 1936 Hauptsturmführer und ab dem 19. November 1937 Sturmbannführer im Rasse- und Siedlungshauptamt der SS. Am 11. September 1941 wurde ihm der Dienstgrad eines SS-Standartenführers verliehen. Er war Mitglied des Vereins Lebensborn e. V. und Träger des SS-Totenkopfringes.
Nach Ende des Zweiten Weltkrieges lebte Lüdtke in Schleswig-Holstein. Er starb 1991 mit 92 Jahren und wurde auf dem Friedhof in Großenaspe begraben.

## Ehe und Familie
Lüdtke heiratete am 24. Mai 1929 Lydia, geborene Fredrich (* 27. März 1908 in Düsterbeck bei Naugard; † 23. Januar 2000). Aus dieser Ehe gingen zwei Söhne und eine Tochter hervor.